# 6554 Takatsuguyoshida
6554 Takatsuguyoshida eller 1989 UO1 är en asteroid i huvudbältet som upptäcktes den 28 oktober 1989 av de båda japanska astronomerna Toshimasa Furuta och Yoshikane Mizuno vid Kani-observatoriet. Den är uppkallad efter den japanska amatörastronomen Takatsugu Yoshida.
Asteroiden har en diameter på ungefär 4 kilometer och den tillhör asteroidgruppen Flora.